# Гефтер, Михаил Яковлевич
Михаи́л Я́ковлевич Ге́фтер (24 августа 1918, Симферополь — 15 февраля 1995, Москва) — советский и российский историк, философ, публицист. 

## Биография
Родился в семье музыкального педагога Натальи Фаддеевны (Файтелевны) Гефтер (урождённой Блюменфельд, 1888—1941) и Якова Иосифовича Гефтера (28 февраля 1885, Ялта — 1941?), впоследствии преподавателя русского языка и литературы в Севастопольской школе зенитной артиллерии. Внук херсонского казённого раввина Файтеля Блюменфельда (1826—1896), племянник правоведа Германа Блюменфельда.
Окончив среднюю школу в Симферополе, поступил на исторический факультет МГУ, стал комсомольским секретарём факультета (1940), в 1940 году вступил в ВКП(б). Завершил обучение в первые дни войны. В 1941 году добровольцем пошёл на фронт, дважды ранен, в 1942 году исполнял обязанности политрука роты 399-го стрелкового полка 111-й стрелковой дивизии, награждён орденом Славы III степени и медалью «За оборону Москвы» (а позже, к 40-летию Победы — и орденом Отечественной войны I степени). Остававшаяся в Симферополе мать была вместе с бабушкой и воспитывавшимся ею после ареста родителей двоюродным братом М. Я. Гефтера расстреляна нацистами в декабре 1941 года; отец также погиб во время Холокоста.
После войны — аспирант Института истории АН СССР. Консультант отдела агитации и пропаганды ЦК ВЛКСМ (1945), заведующий отделом журнала «Молодой большевик» (с 1946). Научный сотрудник Института истории АН СССР (с 1950). Защитил кандидатскую диссертацию «Царизм и монополии в топливной промышленности России накануне Первой мировой войны» (1953).
Занимался экономической историей царской России периода капитализма, историей русского революционного движения и демократической мысли конца XIX — начала XX веков, до 1970 года опубликовал более ста работ. С середины 1950-х годов активно участвовал в создании, написании и редактировании многотомной «Всемирной истории». Тогда же начал заниматься вопросами методологии и философии истории, эволюции идеи утопии и понятия человечества и др. В 1964 году создал и возглавил сектор методологии истории, объединивший историков, культурологов и философов. В коллективной монографии «Историческая наука и некоторые проблемы современности» (1969) Гефтер представил неортодоксальный портрет В. И. Ленина, описав недоговорённости, противоречия и неясности в ленинских взглядах; вождь оказался не носителем высшей истины, а обычным человеком, мучительно искавшим ответы на «проклятые вопросы» русской истории. После выхода книги сектор методологии закрыли по указанию отдела науки ЦК КПСС, с формулировкой «по идеологическому несоответствию». Гефтер перестал печататься и был вынужден работать «в стол». В 1976 году по собственному желанию вышел на пенсию.
С середины 1970-х годов участвовал в правозащитном и диссидентском движении. Один из основателей и авторов самиздатского журнала «Поиски» (1978—1980). В 1982 году вышел из КПСС. В 1978 году в письме американскому историку Стивену Коэну Гефтер так писал о себе:
...я не диссидент в привычном смысле, я, если угодно, аутсайдер или, по Вашей терминологии, еретик. Я не знаю ответов заранее и пробиваюсь к вопросам, всегда готовый сделать посильное, чтобы помочь в этом другим, более молодым...
При М. С. Горбачёве с 1987 года Гефтер вновь получил возможность печататься и работать. В 1991 году десятитысячным тиражом вышел сборник публицистических и исторических статей «Из тех и этих лет». Совместно с Ю. Н. Афанасьевым и А. Д. Сахаровым учредил общественно-политический клуб «Московская трибуна». С 1992 года — президент научно-просветительского центра «Холокост». С февраля 1993 года Михаил Гефтер — член консультационно-аналитического совета при Президенте России. В знак протеста против расстрела Верховного совета ушёл с этого поста.
Умер 15 февраля 1995 года.

### Семья
- Жена — Рахиль Самуиловна Горелик (1918—1999), преподаватель истории.
  - Сын — Валентин Гефтер (род. 24 ноября 1944), член правления Сахаровского центра. Внучка — Ася Гефтер (род. 1980), фотограф, публицист[13].
  - Сын — Владимир Гефтер  (род. 1951).

## Социально-исторические взгляды
Официальная история СССР выглядела как сплошной триумфальный путь от победы к победе под руководством В. И. Ленина, а после его смерти — партии. Гефтер такую точку зрения решительно не принимал. Он рассматривал революцию как трагический процесс, можно сказать как катастрофу (скорее не в общепринятом понимании, а в терминах «теории катастроф», созданной Р. Томом). По мнению Гефтера, капитализм в царской России явно не созрел для социализма, но перезрел для чисто буржуазной революции. Поэтому русская революция в своём развитии неизбежно должна была стремиться к социализму. Неразвитость капитализма породила все зигзаги революции и послереволюционного развития, определила рамки, в которых должны были действовать коммунисты и за пределы которых нельзя было выйти. Партия не была творцом истории, история «сама творилась». Поэтому для понимания всего советского периода необходимо изучать историю русского капитализма.

## Оценки
Философ Игорь Пантин, хорошо знавший Гефтера, характеризовал его как просветителя во всех смыслах и «демократа по убеждениям», но «специфически российского просветителя», для которого на первом месте стояли вопросы о прошлом, настоящем и будущем России. По мнению Пантина, новаторские идеи Гефтера, который не оставил после себя исторической школы (и не имел цели создать таковую), были основаны на «выборе, диалоге, альтернативе». 
Историк Юрий Слезкин в работе «Эра Меркурия: евреи в современном мире» (2004) характеризовал Гефтера как представителя «первого поколения советских людей», полагая, что «„оголтелый“ комсомольский инквизитор времён Большого террора» превратился в «ведущего морального философа периода перестройки и президента российского центра по изучению Холокоста».

## Память
В апреле 2012 года в память об учёном и работе над систематизацией его трудов, был открыт интернет-журнал «Гефтер» (главный редактор — Глеб Павловский).
9 декабря 2016 года в городе Симферополе на доме, где родился и вырос М. Я. Гефтер, была установлена мемориальная доска. Всекрымский еврейский конгресс и Таврический клуб, установившие мемориальную доску, в тот же день провели в Крымском федеральном университете им. В. И. Вернадского первую международную конференцию «Гефтеровские чтения: Симферопольский Ров в контексте современности», приуроченная к 75-летней годовщине со дня трагических событий — расстрелов крымчаков и евреев на 10-м км шоссе Симферополь-Феодосия.

## Основные работы

### Книги
- Гефтер М. Я. Из тех и этих лет… / Ред. и сост. Е. И. Высочина. Фонд им. Н. И. Бухарина. — М.: Прогресс, 1991. — 484 с. ISBN 5-01003290-2.
- Гефтер М. Я. Эхо Холокоста и русский еврейский вопрос. — М.: Российская библиотека Холокоста, 1995. — 290 с.
- Гефтер М. Я. Россия: диалоги вопросов. — М.: Утопос, 2000. — 88 с.
- Гефтер М. Я. Смерть-Гибель-Убийство. Серия «Весь Гефтер». Книга вторая. — М.: Утопос, 2000. — 200 с.
- Гефтер М. Я. Там, где сознанию узко и больно. — М.: КДУ, 2004. — 160 с.
- Гефтер М. Я. Тренировка по истории. — М.: Русский Институт, 2004. — 192 с.

### Статьи в научных изданиях
- Гефтер М. Я, Гиндин И. Ф. Требования дворянства и финансово-экономическая политика царского правительства в 1880—1890-х годах // Исторический архив. — 1957. — № 4. — С. 122—155.
- Гефтер М. Я., Мальков В. Л. Ответ американскому учёному: (Обзор отчетов сотрудников сектора по разработке методологии истории Института истории АН СССР на анкету А. Менделя. С прилож. текста анкеты) // Вопросы истории. — 1966. — № 10. — С. 29—50.
- Гефтер М. Я. Борьба вокруг создания металлургического треста в России в начале XX в.: (Из истории монополистического капитализма в России) // Исторические записки. — 1954. — Т. 47. — С. 124—148.
- Гефтер М. Я. В преддверии гибели: [О Н. И. Бухарине] // Вопросы истории естествознания и техники. — 1988. — № 4. — С. 4—9.
- Гефтер М. Я. Важные вопросы истории России периода империализма: [О состоявшейся 12-17 сентября 1961 г. в Ленинграде сессии научного совета по проблеме «Исторические предпосылки Великой Октябрьской социалистической революции», посвящённой теме «Об особенностях империализма в России»] // Вестник АН СССР. — 1962. — № 1. — С. 138—140.
- Гефтер М. Я. Вступление России в период империализма. Социально-экономические предпосылки первой русской революции // История и социология. — М., 1964. — С. 214—246.
- Гефтер М. Я. Из истории монополистического капитализма в России: (Сахарный синдикат) // Исторические записки. — 1951. — Т. 38. — С. 104—153.
- Гефтер М. Я. Из истории проникновения американского капитала в царскую Россию до первой мировой войны // Исторические записки. — 1950. — Т. 35. — С. 62—86.
- Гефтер М. Я. История — позади? Историк — человек лишний? // Вопросы философии. — 1993. — № 9. — С. 3—15.
- Гефтер М. Я. К истории топливно-металлургического «голода» в России накануне первой мировой войны // Исторический архив. — 1951. — Т. 6. — С. 49—80.
- Гефтер М. Я. Многоукладность — характеристика целого // Вопросы истории капиталистической России: Проблема многоукладности. — Свердловск: Уральский государственный университет, 1972. — С. 83—99.
- Гефтер М. Я. Очерки истории Московского государственного университета от середины 1880-х годов до 1940 года // Учёные записки МГУ. — 1940. — Вып. 51. — С.48—62.
- Гефтер М. Я. Проникновение английского капитала в Россию (1898—1902): [Публик. и предисл.] // Исторический архив. — 1960. — № 6. — С. 76—104.
- Гефтер М. Я. Топливно-нефтяной голод в России и экономическая политика третьеиюньской монархии // Исторические записки. — 1969. — Т. 83. — С. 76—122.
- Гефтер М. Я. Царизм и законодательное «регулирование» деятельности синдикатов и трестов в России накануне первой мировой войны // Исторические записки. — 1955. — Т. 54. — С. 170—193.
- Гефтер М. Я. Царизм и монополистический капитал в металлургии юга России до первой мировой войны: (К вопросу о подчинении государственного аппарата царизма монополиям) // Исторические записки. — 1953. — Т. 43. — С. 70—130.

### Статьи в научно-популярных изданиях
- Гефтер М. Я. Вчера или также завтра? // Знание — сила. — 1993. — № 11. — С. 2—5.
- Гефтер М. Я. Прикосновение к правде // Родина. — 1994. — № 3—4. — С. 120.
- Гефтер М. Я. Прощальная запись // 3нание — сила. — 1991. — № 9. — С. 13—21.
- Гефтер М. Я. «…Страстное молчание». Раздумья о человеке в художнике: [О художнике Юрии Ларине] // Родина. — 1989. — № 1. — С. 50—52.
- Гефтер М. Я. Суверенная провинция: Размышления о судьбах Сибири // Родина. — 1990. — № 11. — С. 58—61.
- Гефтер М. Я. Я был историком: [Положение историка-профессионала к концу века ХХ] // Знание — сила. — 1993. — № 9. — С.87—91.

### Статьи в энциклопедиях
- В годы реакции // Детская энциклопедия. — M., 1967. — Т. 8. — С. 545.
- Империализм в России // Большая советская энциклопедия. — 3-е изд. — 1972. — Т. 10. — С. 158—160.
- Империализм в России // Советская историческая энциклопедия. — 1964. — Т. 5. — С. 818—823.
- Крах помещичьего закона // Детская энциклопедия. — М., 1967. — Т. 8. — С. 548—551.
- Методология истории // Советская историческая энциклопедия. — 1966. — Т. 9. — С. 387—398.
- Продамет // Большая советская энциклопедия. — 2-е изд. — 1955. — Т. 34. — С. 597.
- Продаруд // Большая советская энциклопедия. — 2-е изд. — 1955. — Т. 34. — С. 597—598.
- Продвагон // Большая советская энциклопедия. — 2-е изд. — 1955. — Т. 34. — С. 598.